# (2482) Perkin
(2482) Perkin es un asteroide que forma parte del cinturón de asteroides y fue descubierto por el equipo del Observatorio del Harvard College desde la Estación George R. Agassiz en Harvard (Massachusetts), Estados Unidos el 13 de febrero de 1980.

## Designación y nombre
Perkin recibió inicialmente la designación de 1980 CO.
Más tarde se nombró en honor de Richard Scott Perkin (1906-1969) y Gladys Talmage Perkin.

## Características orbitales
Perkin está situado a una distancia media del Sol de 2,93 ua, pudiendo acercarse hasta 2,738 ua y alejarse hasta 3,122 ua. Su inclinación orbital es 3,132° y la excentricidad 0,06545. Emplea 1832 días en completar una órbita alrededor del Sol.